# Артна
Артна (фр. Arthenas) насеље је и општина у источној Француској у региону Франш-Конте, у департману Јура која припада префектури Лон ле Соније.
По подацима из 2011. године у општини је живело 162 становника, а густина насељености је износила 24,14 становника/km². Општина се простире на површини од 6,71 km². Налази се на средњој надморској висини од 500 метара (максималној 603 m, а минималној 464 m).

## Демографија
| 1962. | 1968. | 1975. | 1982. | 1990. | 1999. | 2011. |
| ----- | ----- | ----- | ----- | ----- | ----- | ----- |
| 177   | 181   | 156   | 155   | 168   | 141   | 162   |

График промене броја становника у току последњих година